# Beta perpétuo
Beta perpétuo é um termo utilizado quando se mantém um software em estágio de desenvolvimento beta por um período estendido ou indeterminado. É uma prática usada geralmente por desenvolvedores que querem continuar a lançar novas funcionalidades que podem não estar completamente testadas. Como resultado, um software em beta perpétuo não é recomendado para operação em missão crítica. Entretanto, é uma estratégia rápida de desenvolvimento e entrega de novas funcionalidades.